# Der heilige Rodrigo (Murillo)
Der heilige Rodrigo ist ein Gemälde des spanischen Barockmalers Bartolomé Esteban Murillo, das dieser um 1650/55 anfertigte. Das in Öl auf Leinwand ausgeführte Bild ist 205 × 123 Zentimeter groß. Es befindet sich seit 1853 in der Sammlung der Gemäldegalerie Alter Meister in Dresden.

## Bildbeschreibung
Das Gemälde zeigt den heiligen Rodrigo als Ganzfigur. Er war ein Priester, der 857 in Córdoba sein Martyrium erlebt hatte. Er trägt das Messgewand und ist durch seine Halswunde und den Palmzweig als Märtyrer ausgezeichnet. Der Ornat des Priesters entspricht der zur Entstehungszeit des Gemäldes üblichen Form. In der linken Hand hält er sein Birett, über dem linken Arm trägt er den Manipel. Die Kasel weist einen breiten Kaselstab auf. Auf diesem sind der segnende Christus und die Apostel Paulus und Andreas in Stickereien dargestellt. Diese entsprechen in ihren Details Darstellungen aus dem 16. Jahrhundert. Hinter dem Heiligen befindet sich eine Balustrade. Aus einer Wolkenlücke in der linken oberen Bildecke heraus reicht ein Putto eine Blumenkrone zum Heiligen hinab.

## Hintergrund und Entstehung
Der Titel des Gemäldes wurde nicht immer eindeutig dem heiligen Rodrigo zugeordnet. Auf dem Keilrahmen befindet sich eine französische Aufschrift, die den Heiligen als St. Etienne identifiziert. Im Katalog der Galerie espagnole ist hingegen die korrekte Identifizierung vorgenommen worden. Wahrscheinlich in Folge der französischen Namensschreibweise Rodrigue wurde der Name bei Hübner im Jahr 1856 zu Rodriguez. Dieser Irrtum hielt sich rund 150 Jahre in den Dresdner Bestandskatalogen und wurde von weiteren Forschern wie etwa Charles B. Curtis oder José Camón Aznar aufgegriffen.
Der heilige Rodrigo weist in Farbauftrag, Modellierung und Detailfreude eine deutliche Nähe zu Murillos Tod der Heiligen Klara aus den 1640er-Jahren auf, während die Architektur im Bild derjenigen in der Dresdener Madonna, die ein Jahrzehnt später entstand, entspricht. Die verwendete Leinwand ist nicht in der üblichen Leinenbindung, sondern in der Körperbindung gewebt worden. Dies war eine übliche Technik bei Murillos Leinwänden und bei solchen größeren Formats in Sevilla allgemein. Das Gemälde erhielt in einer Restaurierung eine Doublierung. Dennoch ist der pastose Farbauftrag bewahrt worden.
Richard Ford stellte 1853 die Behauptung auf, die Vorlage für die von Murillo dargestellte Kasel habe in der Kathedrale von Sevilla die Zeit überdauert. Diese wurde in der Folge in verschiedenen Bestandskatalogen der Dresdner Gemäldegalerie wiederholt aufgegriffen. Tatsächlich befindet sich in Sevilla eine Kasel aus rotem Samt, die der dargestellten in Schnitt, Größe des Kaselstabs und Aufteilung der Ornamente ähnelt. Die Unterschiede überwiegen jedoch: So ist die Farbgebung der Ornamente unterschiedlich und sie sind deutlich einfacher gestaltet. Die Kasel weist wie die im Bild dargestellte Bilder der Apostel Paulus und Andreas auf, die jedoch in Innenräumen gezeigt werden. Auch in der Darstellung der Apostel liegen keine eindeutigen Parallelen vor. Zudem fehlt das Medaillon mit dem segnenden Salvator. Deshalb ist eher anzunehmen, dass sich Murillo allgemein an der in Sevilla erhaltenen Kasel oder zumindest einer ähnlichen orientiert hat.
In der Literatur zu Murillos Gemälde wird die Möglichkeit eines Porträts in der Darstellung des Gesichts des Heiligen erwogen. Vertreten wurde diese These unter anderem von Carl Justi, Diego Angulo Iñiguez und anlässlich der Madrider Ausstellung der Jahre 1982 und 1983. Zwar gab es in der Kathedrale von Sevilla zur Entstehungszeit des Gemäldes einen niederen Pfründner namens Rodrigo, aber es handelte sich um keinen zu dieser Zeit ungewöhnlichen Namen, weshalb eine Identifikation nicht sicher anzunehmen ist.

## Provenienz
Die früheste gesicherte Angabe zur Provenienz des Gemäldes ordnet dieses der Sammlung des Kanonikers Francisco Pereira in Sevilla zu, die aus rund 200 spanischen und italienischen Gemälden bestand. Der Auktionskatalog von Christie’s in London aus dem Jahr 1853 gibt darüber hinaus die Herkunft aus dem Kloster Santa Clara in Sevilla an. Diese Angabe ließ sich jedoch nicht mit anderen Quellen verifizieren. Das Kloster war als Herkunftsort weiterer Murillos bekannt, dennoch lässt sich eine Rodrigo-Darstellung von Murillo in den vor der französischen Besatzung entstandenen Inventaren nachweisen. Ebenso fehlt ein Nachweis für die Herkunft aus der Kathedrale von Sevilla, die einmal im 19. Jahrhundert als Herkunftsort gehandelt wurde. 1836 erwarb der Baron Isidore Taylor Den heiligen Rodrigo von Murillo zusammen mit neun weiteren Gemälden aus der Sammlung Pereira. Zwischen 1838 und 1848 befand sich das Gemälde in der Galerie espagnole des Musée Royal des französischen Königs Louis-Philippe I. in Paris. Dort war es eines der 30 Murillo zugeschriebenen Gemälden. Gemeinsam mit den anderen Gemälden dieser spanischen Galerie gelangte Der heilige Rodrigo 1853 bei Christie’s in London zur Versteigerung. Dort erwarb es Ludwig Gruner für 210 Pfund – ein vergleichsweise hoher Preis – für die Gemäldegalerie in Dresden. Es handelte sich um den Großteil der zur Verfügung stehenden Summe für Erwerbungen auf dieser Versteigerung. In Dresden wurde Der Heilige Rodrigo seit dieser Zeit mehr geschätzt als andere spanische Werke. Zwischen 1945 und 1955 befand sich das Gemälde als Beutekunst in der Sowjetunion.